# Mus orangiae
Mus orangiae är en däggdjursart som först beskrevs av Roberts 1926.  Mus orangiae ingår i släktet Mus och familjen råttdjur. IUCN kategoriserar arten globalt som livskraftig. Inga underarter finns listade i Catalogue of Life.
Håren som bildar den mjuka pälsen på ovansidan är gråa nära roten och sedan orange till ljusbruna. Glest fördelade hår på ryggens topp kan ha en svart spets. Undersidan är täckt av vit päls. De bruna öronen är avrundade. Även svansen är uppdelad i en brun ovansida och en ljus undersida. Mus orangiae har fyra fingrar vid framtassarna och fem tår vid bakfötterna. Alla är utrustade med klor. Hos honor förekommer två par spenar vid bröstet och två par vid ljumsken.
Arten förekommer i Sydafrika och Lesotho. Den vistas i gräsmarker och är aktiv på natten. Boet ligger vanligen mellan klippor eller i termitstakar. Denna mus lever även på betesmark. Boet byggs av gräs.